# Йехудиил
Йехудии́л (на иврит: יהודיאל – Yehudiel „хвала Божия“) е един от седемте главни архангели в православната традиция. Неговото име е известно само от църковните предания, то не се среща в Библията и в Евангелията.
В иконографията Йехудиил се изобразява държащ с дясната си ръка златен венец, а с лявата бич от три черни въжета. 
Йехудиил е покровител на тези, които се трудят за Божията слава и ходатайства да бъдат възнаградени за подвизите си; венецът, който държи в ръка, символизира божието възнаграждение за духовния труд.
Православната църква почита архангела на празника „Събор на архистратиг Михаил и другите безплътни сили“ (Архангеловден) на 8 ноември.